# Dysodia confusata
Dysodia confusata är en fjärilsart som beskrevs av W. Warren 1908. Dysodia confusata ingår i släktet Dysodia och familjen Thyrididae. Inga underarter finns listade i Catalogue of Life.